# Friedrich Alexander Petersen
Friedrich Alexander Petersen (* 4. April 1858 in Lobsens; † 12. Juli 1909 in Wiesbaden) war ein preußischer Verwaltungsjurist und Landrat.

## Leben
Friedrich Alexander Petersen, genannt Fritz, war der Sohn des Justizrats Rudolph Alexander Petersen (* 17. August 1820 in Pillau; † 11. März 1875 in Berlin) und der Anna Petersen, geb. Weimann († 27. Oktober 1899 in Berlin).
Petersen studierte Rechtswissenschaften an den Universitäten in Breslau und Berlin. Seit 1884 war er als Regierungsreferendar an der Regierung in Stettin beschäftigt und wechselte 1887 als Regierungsassessor zur Regierung in Marienwerder. Seit dem 1. September 1887 wurde er dem Landrat zu Kulm zur Hilfeleistung überwiesen. Ab dem 1. Oktober wirkte Petersen als Landratsamtverwalter im Kreis Briesen, Provinz Westpreußen. Er wurde am 19. Juli 1888 endgültig zum Landrat ernannt. Seine Ernennung zum Regierungsrat folgte am 22. Mai 1903.